# Tympanidaceae
Tympanidaceae Baral & Quijada – rodzina grzybów z rzędu patyczkowców (Leotiales).

## Systematyka
Pozycja w klasyfikacji według Index FungorumTympanidaceae, Leotiales, Leotiomycetidae, Leotiomycetes, Pezizomycotina, Ascomycota, Fungi.
Rodzaje
Według aktualizowanej klasyfikacji Index Fungorum bazującej na Dictionary of the Fungi do rodziny tej należą rodzaje:
- Capturomyces S. Bien, C. Kraus & Damm 2019
- Claussenomyces Kirschst. 1923
- Collophorina Damm & Crous 2017
- Durandiella Seaver 1932
- Flexuomyces Crous 2021
- Gelatinomyces N. Sanoamuang, W. Jitjak, S. Rodtong & A.J.S. Whalley 2013
- Gelatinosporium Peck 1873
- Myriodiscus Boedijn 1935
- Pallidophorina S. Bien & Damm 2019
- Pragmopora A. Massal. 1855
- Pragmopycnis B. Sutton & A. Funk 1975
- Ramoconidiophora S. Bien & Damm 2019
- Sirodothis Clem. 1909
- Tympanis Tode 1790
- Variabilispora S. Bien, C. Kraus & Damm 2019
- Vexillomyces S. Bien, C. Kraus & Damm 2019[2].

Nazwy naukowe według Index Fungorum.